# ヤングライオン杯争奪リーグ戦
ヤングライオン杯争奪リーグ戦（ヤングライオンはいそうだつリーグせん）は、新日本プロレスが主催していた若手選手によるリーグ戦。ヤングライオンは新日本プロレスに所属する若手選手の通称で新日本プロレスのシンボルマークであるライオンにちなむ。
同趣旨のカール・ゴッチ杯争奪リーグ戦（カール・ゴッチはいそうだつリーグせん）、アントニオ猪木杯争奪ヤングライオントーナメント（アントニオいのきはいそうだつヤングライオントーナメント）、ヤングライオン闘魂トーナメント（ヤングライオンとうこんトーナメント）、LION'S BREAK : CROWN（ライオンズ・ブレイク : クラウン）についても記述している。

## 概要
ヤングライオンの登龍門的大会として不定期に開催される。新日本プロレスに所属する若手選手の育成と顔見せ興行的な存在だったが人材が足りない時は他団体の若手選手が参加する場合もある。優勝者は若手を卒業して海外遠征ができる特典がある。若手の層が厚いときのみ行われるため開催は不定期であり、特に第10回と第11回の間は12年間のブランクが空いている。
若手選手は第1試合や第2試合（いわゆる前座試合）のタッグマッチへの参加がメインイベントで、シングルマッチなど個人をクローズアップしたカードは普段あまり組まれることがないため、たとえ優勝できなくてもヤングライオン杯で活躍できるか否か、またはファンの支持を得られるか否かが重要な要素となる。
2017年の第11回大会では長年に渡って若手選手の育成に尽力してきた山本小鉄（前回2005年後の2010年に死去）の名を冠して「山本小鉄メモリアルヤングライオン杯」として開催された。

## 歴代優勝者
| 回次   | 優勝者                 | 準優勝者 | 開催日                    | 参加者 |
| ------ | ---------------------- | -------- | ------------------------- | --- |
| 第1回  | 小杉俊二               | 山田恵一 | 1985年3月1日 - 4月18日    | 小杉俊二、山田恵一、後藤達俊、佐野直喜、武藤敬司、畑浩和、橋本真也、蝶野正洋、船木優治                                     |
| 第2回  | 山田恵一               | 後藤達俊 | 1986年2月28日 - 3月26日   | 山田恵一、後藤達俊、橋本真也、畑浩和、蝶野正洋、野上彰                                                                     |
| 第3回  | 蝶野正洋               | 橋本真也 | 1987年2月23日 - 3月20日   | 蝶野正洋、橋本真也、船木優治、野上彰、中野龍雄、安生洋二、大矢健一、片山明、松田納                                         |
| 第4回  | 山本広吉               | 西村修   | 1993年3月9日 - 3月23日    | 山本広吉、西村修、中西学、小島聡、永田裕志、大谷晋二郎、石澤常光、高岩竜一                                                 |
| 第5回  | 小島聡                 | 中西学   | 1994年3月5日 - 3月24日    | 小島聡、中西学、永田裕志、平井伸和、大谷晋二郎、石澤常光、高岩竜一                                                         |
| 第6回  | 中西学                 | 永田裕志 | 1995年3月7日 - 3月27日    | 中西学、永田裕志、大谷晋二郎、石澤常光、高岩竜一、石川雄規                                                                 |
| 第7回  | 石澤常光               | 永田裕志 | 1996年3月9日 - 3月26日    | 石澤常光、永田裕志、大谷晋二郎、高岩竜一、吉江豊                                                                           |
| 第8回  | 鈴木健三               | 真壁伸也 | 2000年4月14日 - 4月30日   | 鈴木健三、真壁伸也、柴田勝頼、棚橋弘至、井上亘、福田雅一                                                                   |
| 第9回  | 田口隆祐               | 湯浅和也 | 2004年4月9日 - 4月27日    | 田口隆祐、湯浅和也、山本尚史、後藤洋央紀、安沢明也、長尾浩志、ピノイ・ボーイ、チャド・ウィックス                           |
| 第10回 | 後藤洋央紀             | 伊藤博之 | 2005年3月4日 - 3月26日    | 後藤洋央紀、伊藤博之、山本尚史、長尾浩志、安沢明也、裕次郎、トミー・ウイリアムス                                           |
| 第11回 | 北村克哉               | 川人拓来 | 2017年10月12日 - 12月21日 | 北村克哉、川人拓来、岡倫之、海野翔太、八木哲大、成田蓮                                                                     |
| 第12回 | カール・フレドリックス | 海野翔太 | 2019年9月4日 - 9月22日    | カール・フレドリックス、海野翔太、成田蓮、辻陽太、上村優也、クラーク・コナーズ、アレックス・コグリン、マイケル・リチャーズ |

## カール・ゴッチ杯争奪リーグ戦
カール・ゴッチ杯争奪リーグ戦（カール・ゴッチはいそうだつリーグせん）は、ヤングライオン杯争奪リーグ戦の前身的なものとして開催されていたリーグ戦。

### 歴代優勝者
| 回次  | 優勝者   | 準優勝者   | 開催日                   | 参加者                                                                                               |
| ----- | -------- | ---------- | ------------------------ | --- |
| 第1回 | 藤波辰巳 | 小沢正志   | 1974年10月25日 - 12月8日 | 藤波辰巳、小沢正志、荒川誠、大城大五郎、木村たかし、栗栖正伸、ドナルド・タケシ、藤原喜明、リトル浜田 |
| 第2回 | 藤原喜明 | 木村たかし | 1975年10月27日 - 12月7日 | 藤原喜明、木村たかし、荒川誠、大城大五郎、小沢正志、栗栖正伸、小林邦昭                               |
| 第3回 | 魁勝司   | 木村聖裔   | 1976年10月29日 - 12月7日 | 魁勝司、木村聖裔、荒川誠、大城大五郎、小林邦昭、栗栖正伸、佐山聡                                     |

## アントニオ猪木杯争奪ヤングライオントーナメント
アントニオ猪木杯争奪ヤングライオントーナメント（アントニオいのきはいそうだつヤングライオントーナメント）は、2002年3月6日に旗揚げ30周年記念大会で開催されていたトーナメント戦。
鈴木健三、棚橋弘至、井上亘、柴田勝頼、竹村豪氏、ブルー・ウルフの6選手が参加。結果は鈴木が優勝、棚橋が準優勝。

## ヤングライオン闘魂トーナメント
ヤングライオン闘魂トーナメント（ヤングライオンとうこんトーナメント）は、2004年に「強くあれ〜闘魂シリーズ〜」の中の一環で10月31日に後楽園ホール、11月3日に両国国技館、11月13日に大阪ドームで開催されていたトーナメント戦。
田口隆祐、後藤洋央紀、山本尚史、裕次郎、安沢明也、長尾浩志、中嶋勝彦（健介オフィス）が参加。田口は同年に開催されたヤングライオン杯争奪リーグ戦優勝者としてシード出場選手になった。結果は田口が優勝、中嶋が準優勝。田口はリーグ戦とトーナメント戦の連覇を果たした。

## LION'S BREAK:CROWN
LION'S BREAK:CROWN（ライオンズ・ブレイク:クラウン）は、2020年9月から10月に新日本プロレスワールドで放送された「NJPW STRONG」のエピソード8から10において開催されていたトーナメント戦。
| 優勝者             | 準優勝者             | 放送日                           | 参加者 |
| ------------------ | -------------------- | -------------------------------- | --- |
| クラーク・コナーズ | ダニー・ライムライト | 2020年9月26日、10月3日、10月10日 | クラーク・コナーズ、ダニー・ライムライト、ローガン・リーガル、ザ・DKC、ジョーダン・クリアウォーター、バレット・ブラウン、エイドリアン・クエスト、ブレイク・クリスチャン |

## 他団体における同じ趣旨の大会
- あすなろ杯争奪リーグ戦（全日本プロレス）
- モーリシャス杯争奪リーグ戦（プロレスリング・ノア）
- 獅子王杯（プロレスリングZERO-ONE）
- 若大将CUP（プロレスリングZERO1）
- ヤングドラマ杯（DDTプロレスリング）
- NEX-1トーナメント（DRAGONGATE）
- K-METAL LEAGUE（KAIENTAI DOJO）
- 上方プロレス新人大賞（大阪プロレス）
- ヤングマスター杯（道頓堀プロレス）
- ヤング日本海トーナメント（新潟プロレス）
- デーブ・フィンレー杯（WNC）
- ヤングガンバレ杯（ガンバレ☆プロレス）
- ヤングブルドッグ杯（SPWF）
- ヤングマグマ杯（WJプロレス）
- 蛟龍R（天龍プロジェクト）
- ヤングジェネレーションカップ（ジャパンプロレス2000）
- 若鯱リーグ戦（スポルティーバエンターテイメント）
- 新人王決定トーナメント（全日本女子プロレス）
- 蒼星杯（JWP女子プロレス）
- ヤングアイストーナメント（アイスリボン）
- ルーキー・オブ・スターダム（スターダム）
- じゃじゃ馬トーナメント（センダイガールズプロレスリング）
- ヤングライオンズカップ（CHIKARA）
- トルネオ・ラ・グラン・アルテルナティーバ（CMLL）
- ヤングドラゴン杯（闘龍門MEXICO）